# Acipenser colchicus
Acipenser colchicus és una espècie de peix pertanyent a la família dels acipensèrids.

## Descripció
- Pot arribar a fer 200 cm de llargària màxima.[4][5]

## Alimentació
Menja mol·luscs bentònics, crustacis i peixets.

## Hàbitat
És un peix d'aigua dolça, salabrosa i marina, bentopelàgic, anàdrom i de clima temperat.

## Distribució geogràfica
Es troba a Euràsia: Geòrgia i Turquia. També és present al curs inferior del riu Danubi.

## Observacions
És inofensiu per als humans.